# Колобков, Павел Анатольевич
Па́вел Анато́льевич Колобко́в (род. 22 сентября 1969, Москва, СССР) — российский спортсмен и государственный деятель. Член правления — заместитель генерального директора ПАО «Газпром нефть» со 2 марта 2020 года.
Министр спорта Российской Федерации с 19 октября 2016 по 15 января 2020 (исполняющий обязанности с 8 по 18 мая 2018 и с 15 по 21 января 2020). Действительный государственный советник Российской Федерации 2-го класса (2016). Полковник (2004). Фехтовальщик на шпагах. Олимпийский чемпион (2000). Шестикратный чемпион мира и двукратный чемпион Европы.

## Биография
Павел Анатольевич Колобков родился 22 сентября 1969 года в Москве. В 1991 году окончил Государственный центральный ордена Ленина институт физической культуры по специальности «преподаватель физической культуры»; в 1998 году — Московскую государственную юридическую академию (специальность — юриспруденция, квалификация — юрист).
Жена Екатерина. Дети: Ольга, Александр, Михаил.

### Спортивная карьера

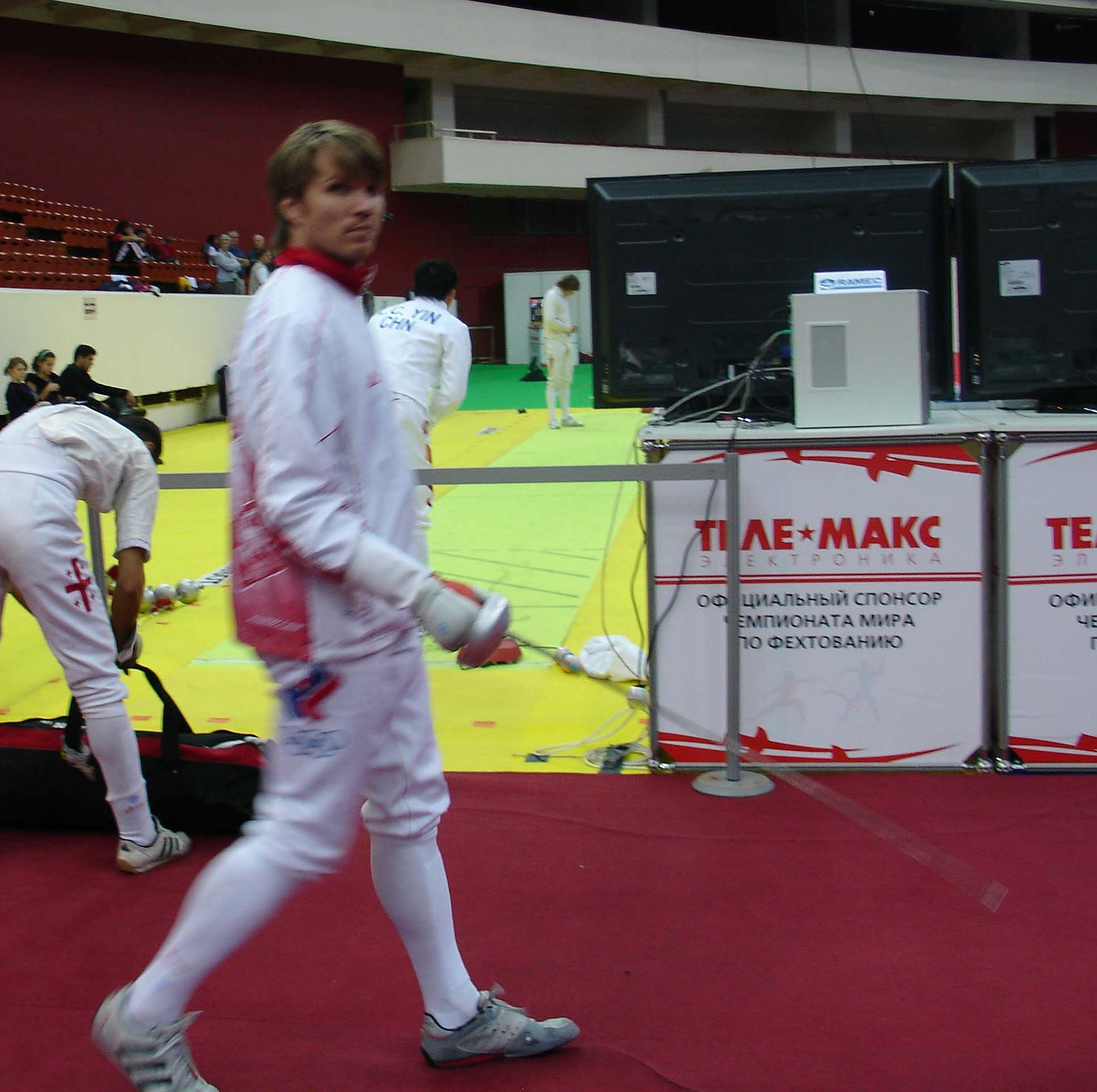
Чемпионат мира по фехтованию. Санкт-Петербург, 2007 год

Впервые принял участие в чемпионате СССР по фехтованию в 1985 году, в 15-летнем возрасте занял 27-е место из 94 спортсменов. В 1987 году выигрывает первый для себя чемпионат мира среди юниоров, повторяет успех в 1988 году. В 1988 году впервые отправляется на Олимпийские игры и в составе сборной СССР, становится бронзовым призёром в командном первенстве (в полуфинале советские шпажисты уступили французам, а в матче за третье место были сильнее итальянцев). В 1991 году становится чемпионом мира уже среди взрослых спортсменов, впоследствии выигрывает золото чемпионатов мира в 1993, 1994, 2002, 2003 и 2005 годах. На Олимпийских играх 1992 года в составе сборной СНГ становится серебряным и бронзовым призёром. Принимает участие в Олимпийских играх 1996, 2000 и 2004 года, уже в составе сборной России, в 2000 году становится олимпийским чемпионом в личном первенстве. Участник 5 Олимпиад, и ни с одной из них не возвращался без наград.
Осенью 2008 года принял участие в телешоу Первого канала «Ледниковый период», где учился кататься на коньках в паре с Анной Семенович.

### Государственная и общественная деятельность
В 2003 году в составе команды звёзд спорта принял участие в телепередаче «Сто к одному» (выпуск на телеканале «Россия» от 21 декабря 2003 года).
С 2010 года — член Общественной палаты Российской Федерации, заместитель председателя Комиссии по охране здоровья, экологии, развитию физической культуры и спорта, член Комиссии по социальным вопросам и демографической политике и член Межкомиссионной рабочей группы по проблемам детства и молодёжной политике.
С 5 октября 2010 года по 19 октября 2016 года — заместитель министра спорта, туризма и молодёжной политики Российской Федерации (после реформы министерства в 2012 году — заместитель министра спорта). Курировал вопросы развития летних олимпийских видов спорта, подготовки сборных России к Олимпийским играм 2012 года в Лондоне, массовой физической культуры и спорта, паралимпийского и сурдлимпийского движения.
9 августа 2011 года назначен руководителем российской спортивной делегации на Олимпийских играх 2012 года в Лондоне.
19 октября 2016 указом президента России назначен министром спорта Российской Федерации.
13 сентября 2018 года в письме WADA министр Колобков от имени Российской Федерации заявил о признании выводов доклада Макларена, посвящённого злоупотреблениям допингом в российском олимпийском спорте в 2012—2014 годах. К 18 января 2019 года по поручению Колобкова российская сторона выполнила все требования Всемирного антидопингового агентства. Эксперты WADA, сообщил Колобков, провели работу в московской антидопинговой лаборатории, получив все необходимые материалы, которые затем вывезли из России для установления подлинности и анализа. 22 января 2019 года исполком Всемирного антидопингового агентства оставил в силе легальный статус Российского антидопингового агентства (РУСАДА).
Ушел в отставку вместе с правительством 15 января 2020 года.
2 марта 2020 года избран членом правления и заместителем генерального директора ПАО «Газпром нефть» по работе с федеральными органами власти.

## Спортивные достижения
- Олимпийский чемпион 2000 года в личном первенстве.
- Серебряный призёр Олимпийских игр в личном (1992) и командном (1996) первенствах.
- Бронзовый призёр Олимпийских игр в личном (2004) и командном (1988, 1992) первенствах.
- Шестикратный чемпион мира (1991, 1993, 1994, 2002, 2003, 2005).
- Двукратный чемпион Европы (1996, 2000).
- Двукратный чемпион мира среди юниоров (1987, 1988).
- Обладатель Кубка мира (1999).

## Награды
- Заслуженный мастер спорта СССР (1992)[14]
- Медаль ордена «За заслуги перед Отечеством» II степени (6 января 1997) — за заслуги перед государством и высокие спортивные достижения на XXVI летних Олимпийских играх 1996 года[15]
- Орден Почёта (19 апреля 2001) — за большой вклад в развитие физической культуры и спорта, высокие спортивные достижения на Играх XXVII Олимпиады 2000 года в Сиднее[16]
- Медаль ордена «За заслуги перед Отечеством» I степени (18 февраля 2006) — за большой вклад в развитие физической культуры и спорта и высокие спортивные достижения[17]
- Почётная грамота Президента Российской Федерации (2 февраля 2013) — за успешную подготовку спортсменов, добившихся высоких спортивных достижений на Играх ХХХ Олимпиады 2012 года в городе Лондоне (Великобритания)[18]
- Орден Александра Невского (конец 2019) —  за успешное проведение чемпионата мира по футболу 2018 года[19]

## Звания и чины
- Полковник (в 2004 году стал первым за всю отечественную историю спорта действующим спортсменом, получившим это воинское звание)[20]
- Действительный государственный советник Российской Федерации 3-го класса (7 октября 2013)[21]
- Действительный государственный советник Российской Федерации 2-го класса (11 августа 2016)[22]